# Марчук, Михаил Андреевич
Михаи́л Андре́евич Марчук (1906—1971) — лейтенант РККА, участник Великой Отечественной войны, Герой Советского Союза (1945).

## Биография
Михаил Марчук родился 23 ноября 1906 года в селе Сростки (ныне — Бийский район Алтайского края). После окончания шести классов школы работал в родительском хозяйстве. В 1928—1930 годах проходил службу в Рабоче-крестьянской Красной Армии, участвовал в боях на КВЖД. Демобилизовавшись, окончил курсы трактористов, работал на автобазе в Бийске. В июне 1941 года Марчук повторно был призван в армию и направлен на фронт Великой Отечественной войны. В мае 1944 года окончил Пушкинское танковое училище.
К октябрю 1944 года лейтенант Михаил Марчук командовал танком «Т-34-85» 203-го танкового батальона 89-й танковой бригады 1-го танкового корпуса 2-й гвардейской армии 1-го Прибалтийского фронта. Участвовал в сражениях на территории Литовской ССР. В ночь с 5 на 6 октября 1944 года два танка, одним из которых командовал Марчук, с десантом на броне прорвался во вражеский тыл в районе города Кельме и захватил важный мост через реку Кражанте. Сапёры разминировали мост, после чего группа в течение двенадцати часов успешно отражала немецкие контратаки.
Указом Президиума Верховного Совета СССР от 24 марта 1945 года за «мужество и героизм, проявленные при освобождении Прибалтики» лейтенант Михаил Марчук был удостоен высокого звания Героя Советского Союза с вручением ордена Ленина и медали «Золотая Звезда».
В январе 1945 года в боях был тяжело ранен. В 1946 году Марчук был уволен в запас. Проживал и работал в Ставрополе. Умер 23 октября 1971 года, похоронен на Сажевом кладбище Ставрополя.
Был также награждён орденом Красной Звезды и рядом медалей.